# Fabrizio Melara
Fabrizio Melara (Civitavecchia, 6 maggio 1986) è un calciatore italiano, centrocampista del Parioli.

## Caratteristiche tecniche
Gioca come centrocampista laterale principalmente sulla fascia destra, ma può essere adattato anche al ruolo di interno o trequartista. È dotato di buona tecnica e di un fisico possente, oltre che di doti nella corsa. È abile inoltre nel rientrare e calciare con il sinistro.

## Carriera

### Club

#### Gli inizi
Nato a Civitavecchia, inizia a giocare a calcio nelle giovanili della Lazio, con cui nella stagione 2000-2001, a 15 anni, vince il campionato Giovanissimi Nazionali. Nella stagione 2003-2004 va per tre volte in panchina in prima squadra in Serie A, tutte ad inizio 2004, nelle sfide esterne contro Reggina e Chievo e in quella casalinga con il Brescia. L'anno successivo trova il debutto, sostituendo al 14' l'infortunato Giuliano Giannichedda nella trasferta in Inghilterra contro il Middlesbrough del 4 novembre 2004, nel girone di Coppa UEFA, sfida persa per 2-0 che rimarrà la sua unica presenza in biancoceleste.
Nell'estate 2005 passa alla Salernitana, appena ripartita dalla Serie C1, debuttando il 18 settembre, nella sconfitta per 2-1 in trasferta contro il Pavia in campionato. Gioca soltanto 3 gare, passando a gennaio alla Sambenedettese, sempre in C1. Fa il suo esordio con i marchigiani il 15 gennaio 2006 nell'1-1 interno contro il Teramo in campionato. Chiude con 8 presenze, di cui una nell'andata dei play-out, persa sul campo del Lumezzane, risultato ribaltato al ritorno che ha mantenuto i rossoblu in terza serie.
La stagione successiva scende di categoria, andando a giocare in Serie C2, al Rieti. Esordisce il 3 settembre 2006, nella sconfitta casalinga per 2-1 contro la Reggiana in campionato. La gara successiva, il 10 settembre, segna per la prima volta in carriera, nell'1-1 esterno con il Giugliano. Diventa titolare fisso dei reatini, giocando 34 volte e segnando 2 reti, ma non riuscendo ad evitare la retrocessione in Serie D, dopo i play-out persi con la Carrarese. Nell'estate 2007 si trasferisce in Toscana, alla Massese, ritornando a giocare in C1. Gioca la prima partita il 26 agosto, quando disputa il primo tempo del 4-1 subito sul campo del Gallipoli in campionato. Chiude con 23 apparizioni e un 12º posto in classifica, che vale la salvezza diretta, anche se i bianconeri non giocheranno in C1 l'anno successivo per irregolarità finanziarie.

#### Pro Patria, SPAL e Reggina
Nel calciomercato estivo 2008 passa alla Pro Patria, nel campionato appena ridenominato in Lega Pro Prima Divisione. Debutta il 31 agosto, giocando titolare nella vittoria in casa per 1-0 sul Lecco in campionato. Segna il primo gol il 28 settembre, realizzando il 2-0 al 33' nella sfida casalinga vinta per 3-0 sul Pergocrema in Prima Divisione. Rimane a Busto Arsizio due stagioni intere, collezionando 60 presenze e 5 reti, nella prima chiude 2º ma perde la finale play-off per la promozione in Serie B con il Padova, nella seconda va nettamente peggio, terminando 16º e retrocesso in Lega Pro Seconda Divisione dopo i play-out persi con il Pergocrema.
Resta in Prima Divisione la stagione successiva, venendo tesserato dalla SPAL. Fa il suo esordio il 6 settembre 2010, giocando tutti i 90 minuti nella vittoria per 4-1 in trasferta contro la Cremonese in campionato. Va in rete per la prima volta il 20 marzo 2011, portando in vantaggio la sua squadra al 51' nel pareggio per 1-1 sul campo del Gubbio in Prima Divisione. Resta in Emilia una stagione e mezza, ottenendo 49 apparizioni e 2 gol, terminando 9º nella stagione giocata per intero.
A gennaio 2012 va a giocare per la prima volta in carriera in Serie B, alla Reggina. Trova l'esordio tra i cadetti il 18 febbraio, nella sconfitta per 2-1 in casa della Juve Stabia in campionato, partendo titolare e venendo sostituito all'intervallo. Il primo gol arriva il 21 aprile, nel 4-0 esterno sulla Nocerina in Serie B, quando segna il 2-0 all'81'. Termina la stagione 10º in classifica, rimanendo nella prima metà della stagione successiva, concludendo l'esperienza calabrese con 33 presenze e 2 reti.

#### Carpi e Lecce
Ad inizio 2013 ritorna in Emilia-Romagna, stavolta al Carpi in Prima Divisione, trasferendosi in prestito. Debutta il 20 gennaio, entrando al 57' dello 0-0 in casa contro il Portogruaro in campionato. Il 24 marzo sigla la prima e unica rete, quella del definitivo 2-1 al 65' in trasferta contro il Treviso in Prima Divisione. Chiude, dopo 14 gare e 1 rete segnata, al 3º posto, qualificandosi ai play-off, vinti in finale contro il Lecce, ottenendo così la prima promozione in Serie B della storia dei carpigiani. Proprio il Lecce, rimasto in Lega Pro Prima Divisione, è il passo successivo della sua carriera. Viene ufficializzato il 14 agosto 2013 ed esordisce con i salentini il 1º settembre 2013, giocando tutta la gara persa 2-1 sul campo della Salernitana in campionato. Chiude anzitempo la stagione, a gennaio, dopo essere sceso in campo per 16 volte.

#### Benevento e Juve Stabia
Il 27 gennaio 2014 viene acquistato dal Benevento, sempre in Prima Divisione. Scende in campo per la prima volta il 2 febbraio, giocando i primi 84 minuti del successo per 3-0 sul Pontedera in campionato a Benevento. In un altro 3-0 interno, quello del 16 febbraio sul Gubbio in Prima Divisione, va a segno, mettendo dentro il 3-0 al 35'. Nelle prime due stagioni in Campania ottiene due delusioni ai play-off, quella della prima stagione in semifinale contro il Lecce dopo il 7º posto della stagione regolare, quella della seconda (stagione in cui è anche capitano dei giallorossi) nel turno preliminare con il Como poi promosso in Serie B, dopo il 2º posto in campionato dietro la Salernitana. Al terzo anno riesce finalmente nell'obiettivo promozione, vincendo il girone C di Lega Pro e ritornando in Serie B, dove mancava da 4 anni. Gioca tutta la gara d'esordio degli Stregoni tra i cadetti, il 27 agosto 2016, in casa contro la SPAL, vincendo per 2-0. Il 1º aprile realizza il 2-1 all'81' nella vittoria per 3-1 in rimonta sul campo dello Spezia in campionato. Alla prima stagione di sempre in seconda serie i sanniti vincono i play-off battendo in finale il Carpi, ottenendo la promozione in Serie A.
Il 31 gennaio 2018 viene ceduto a titolo definitivo alla Juve Stabia, in Serie C.

### Nazionale
Tra 2002 e 2003, quando giocava nelle giovanili della Lazio, ha fatto parte di tre nazionali giovanili azzurre, l'Nazionale Under-16 di calcio dell'Italia, con cui ha giocato 3 volte segnando un gol, l'Under-17, con la quale ha ottenuto 6 presenze e l'Under-18, dove ha disputato 2 gare.

## Statistiche

### Presenze nei club
Statistiche aggiornate al 20 giugno 2020.
| Stagione           | Squadra               | Campionato         | Campionato | Campionato | Coppe nazionali | Coppe nazionali | Coppe nazionali | Coppe continentali | Coppe continentali | Coppe continentali | Altre coppe | Altre coppe | Altre coppe | Totale | Totale | Totale |
| Stagione           | Squadra               | Comp               | Pres       | Reti       | Comp            | Pres            | Reti            | Comp               | Pres               | Reti               | Comp        | Pres        | Reti        | Pres   | Reti   |        |
| ------------------ | --------------------- | ------------------ | ---------- | ---------- | --------------- | --------------- | --------------- | ------------------ | ------------------ | ------------------ | ----------- | ----------- | ----------- | ------ | ------ | ------ |
| 2004-2005          | Lazio                 | A                  | 0          | 0          | CI              | 0               | 0               | CU                 | 1                  | 0                  | SI          | 0           | 0           | 1      | 0      |        |
| 2005-gen. 2006     | Salernitana           | C1                 | 3          | 0          | -               | -               | -               | -                  | -                  | -                  | -           | -           | -           | 3      | 0      |        |
| gen.-giu. 2006     | Sambenedettese        | C1                 | 7+1        | 0          | -               | -               | -               | -                  | -                  | -                  | -           | -           | -           | 8      | 0      |        |
| 2006-2007          | Rieti                 | C2                 | 34         | 2          | CI-SC           | 0               | 0               | -                  | -                  | -                  | -           | -           | -           | 34     | 2      |        |
| 2007-2008          | Massese               | C1                 | 23         | 0          | CI-SC           | 0               | 0               | -                  | -                  | -                  | -           | -           | -           | 23     | 0      |        |
| 2008-2009          | Pro Patria            | LP-PD              | 31+4       | 2          | CI-LP           | 0               | 0               | -                  | -                  | -                  | -           | -           | -           | 35     | 2      |        |
| 2009-2010          | Pro Patria            | LP-PD              | 22+1       | 3          | CI+CI-LP        | 2+2             | 0               | -                  | -                  | -                  | -           | -           | -           | 27     | 3      |        |
| Totale Pro Patria  | Totale Pro Patria     | Totale Pro Patria  | 58         | 5          |                 | 4               | 0               |                    | -                  | -                  |             | -           | -           | 62     | 5      |        |
| 2010-2011          | SPAL                  | LP-PD              | 29         | 1          | CI-LP           | 0               | 0               | -                  | -                  | -                  | -           | -           | -           | 29     | 1      |        |
| 2011-gen. 2012     | SPAL                  | LP-PD              | 20         | 1          | CI-LP           | 0               | 0               | -                  | -                  | -                  | -           | -           | -           | 20     | 1      |        |
| Totale SPAL        | Totale SPAL           | Totale SPAL        | 49         | 2          |                 | 0               | 0               |                    | -                  | -                  |             | -           | -           | 49     | 2      |        |
| gen.-giu. 2012     | Reggina               | B                  | 11         | 2          | CI              | -               | -               | -                  | -                  | -                  | -           | -           | -           | 11     | 2      |        |
| 2012-gen. 2013     | Reggina               | B                  | 20         | 0          | CI              | 2               | 0               | -                  | -                  | -                  | -           | -           | -           | 22     | 0      |        |
| Totale Reggina     | Totale Reggina        | Totale Reggina     | 31         | 2          |                 | 2               | 0               |                    | -                  | -                  |             | -           | -           | 33     | 2      |        |
| gen.-giu. 2013     | Carpi                 | LP-PD              | 13+1       | 1          | CI-LP           | -               | -               | -                  | -                  | -                  | -           | -           | -           | 14     | 1      |        |
| 2013-gen. 2014     | Lecce                 | LP-PD              | 14         | 0          | CI-LP           | 2               | 0               | -                  | -                  | -                  | -           | -           | -           | 16     | 0      |        |
| gen.-giu. 2014     | Benevento             | LP-PD              | 11+3       | 4+1        | CI-LP           | -               | -               | -                  | -                  | -                  | -           | -           | -           | 14     | 5      |        |
| 2014-2015          | Benevento             | LP                 | 19+1       | 1          | CI              | 2               | 0               | -                  | -                  | -                  | -           | -           | -           | 22     | 1      |        |
| 2015-2016          | Benevento             | LP                 | 27         | 4          | CI+CI-LP        | 1+2             | 0               | -                  | -                  | -                  | S-LP        | 0           | 0           | 30     | 4      |        |
| 2016-2017          | Benevento             | B                  | 21+3       | 1          | CI              | 1               | 0               | -                  | -                  | -                  | -           | -           | -           | 25     | 1      |        |
| 2017- gen. 2018    | Benevento             | A                  | 0          | 0          | CI              | 0               | 0               | -                  | -                  | -                  | -           | -           | -           | 0      | 0      |        |
| Totale Benevento   | Totale Benevento      | Totale Benevento   | 85         | 11         |                 | 6               | 0               |                    | -                  | -                  |             | -           | -           | 91     | 11     |        |
| gen.-giu. 2018     | Juve Stabia           | C                  | 10+3       | 0+1        | CI+ CI-C        | -               | -               | -                  | -                  | -                  | -           | -           | -           | 13     | 1      |        |
| 2018-2019          | Juve Stabia           | C                  | 24         | 1          | CI+ CI-C        | 2+1             | 0               | -                  | -                  | -                  | SSC         | 2           | 0           | 29     | 1      |        |
| 2019-2020          | Juve Stabia           | B                  | 9          | 0          | CI              | 1               | 0               | -                  | -                  | -                  | -           | -           | -           | 10     | 0      |        |
| Totale Juve Stabia | Totale Juve Stabia    | Totale Juve Stabia | 46         | 2          |                 | 4               | 0               |                    | -                  | -                  |             | 2           | 0           | 52     | 2      |        |
| 2020-2021          | Atletico Terme Fiuggi | D                  | 11         | 1          | -               | -               | -               | -                  | -                  | -                  | -           | -           | -           | 11     | 1      |        |
| Totale carriera    | Totale carriera       | Totale carriera    | 376        | 26         |                 | 18              | 0               |                    | 1                  | 0                  |             | 2           | 0           | 397    | 26     |        |

## Palmarès

### Club

#### Competizioni giovanili
- Campionato Giovanissimi Nazionali: 1

Lazio: 2000-2001

#### Competizioni nazionali
- Campionato italiano Lega Pro: 1

Benevento: 2015-2016 (girone C)
- Campionato italiano Serie C: 1

Juve Stabia: 2018-2019 (girone C)